# 勒氏割齒喉盤魚
勒氏割齒喉盤魚，為輻鰭魚綱鱸形目喉盤魚亞目喉盤魚科的其中一種，分布於中西大西洋區的貝里斯海域，棲息深度約1公尺，體長可達2.7公分，屬底棲性魚類。